# Beachamwell
Beachamwell is een civil parish in het bestuurlijke gebied Breckland, in het Engelse graafschap Norfolk met 339 inwoners.

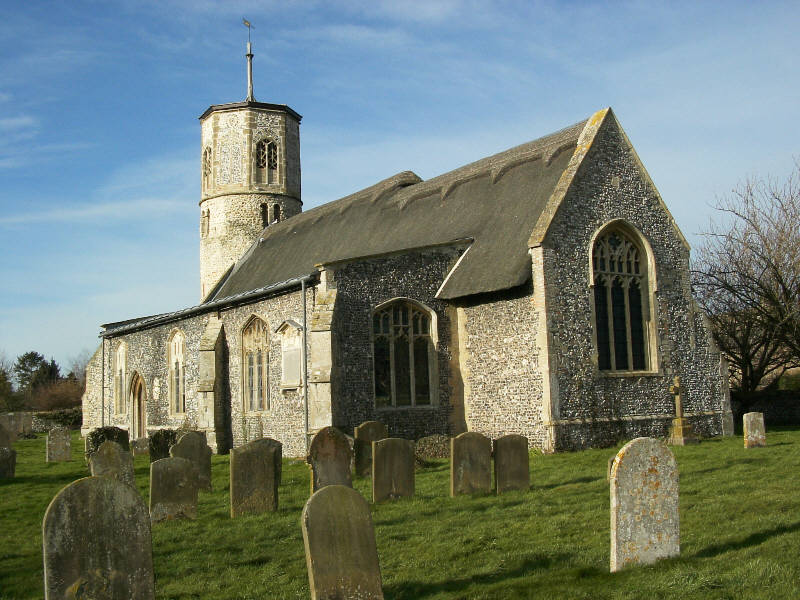
Kerk van St. Mary